# Dzsungellappantyú
A dzsungellappantyú (Caprimulgus indicus) a madarak (Aves) osztályának a lappantyúalakúak (Caprimulgiformes) rendjéhez, ezen belül a lappantyúfélék (Caprimulgidae) családjához tartozó faj.

## Rendszerezése
A fajt John Latham angol ornitológus írta le 1790-ban.

## Alfajai
- Caprimulgus indicus indicus Latham, 1790
- Caprimulgus indicus kelaarti Blyth, 1851[2]

## Előfordulása
Banglades, India és Srí Lanka területén honos. Természetes élőhelyei a szubtrópusi vagy trópusi lombhullató erdők, szavannák és cserjések, valamint ültetvények és szántóföldek. Vonuló faj.

## Megjelenése
Testhossza 32 centiméter, testtömege 60-108 gramm.
|  |

## Életmódja
Ízeltlábúakkal táplálkozik.

## Természetvédelmi helyzete
Az elterjedési területe rendkívül nagy, egyedszáma pedig stabil. A Természetvédelmi Világszövetség Vörös listáján nem fenyegetett fajként szerepel.